# Еппрехштейн
Еппрехштайн знаходиться на висоті 798 метрів над рівнем моря — гора на півночі Фіхтельгебірге (північно-східна Баварія). Регіон Кірхенламіц.
Це найцікавіша мінералогічна гора в Фіхтельгебірге. Навколо вершини є близько 20 кар'єрів. Граніт Еппрехштейн видобувають у трьох кар'єрах, інші були закриті та частково ренатуровані. До гори веде кілька пішохідних маршрутів. Серед його визначних пам'яток — замок Еппрехтштайн, лабіринт із гранітних блоків і пізнавальна стежка, що нагадує шахтарську справу.

## Інтернет-ресурси
- Epprechtstein
- Granitlabyrinth
- Steinbruchrundwanderweg
- Stadt Kirchenlamitz